# 香榭丽舍剧院 (毕尔巴鄂)

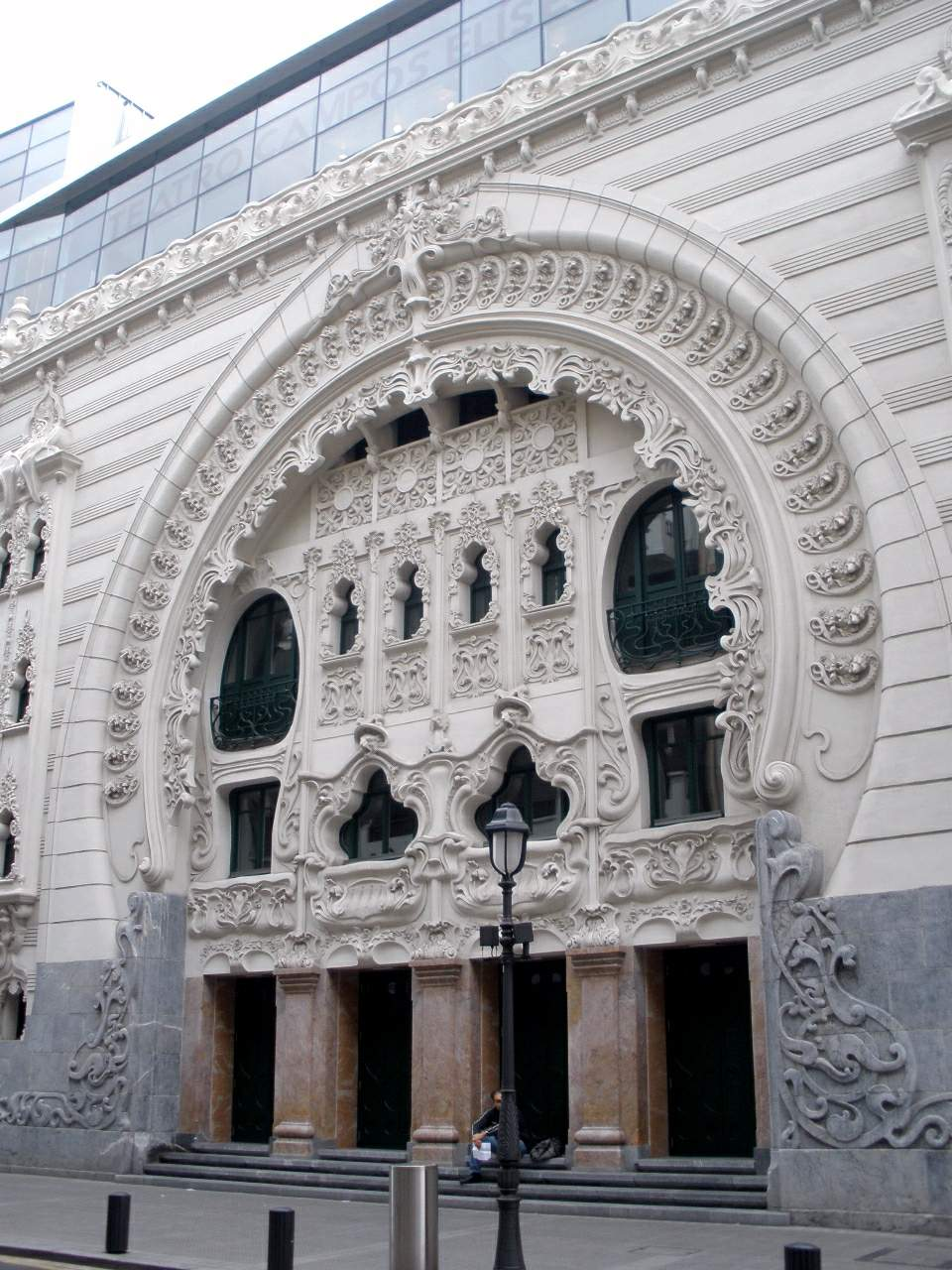

香榭丽舍剧院（西班牙語：Teatro Campos Elíseos）是西班牙毕尔巴鄂的一座歌剧院。它于1902年开业。它是毕尔巴鄂最重要的剧院之一，也是西班牙技术最先进的剧院之一。
这座建筑的立面装饰丰富，由巴斯克-法国建筑师让·巴蒂斯特·达罗奎（Jean Batiste Darroquy）设计，是巴斯克自治区现代主义建筑的重要作品。该建筑已列为西班牙文化财产。